# 친밀함
《친밀함》(일본어: 悪は存在しない)는 2012년 제작된 일본의 드라마 영화이다. 극단 겸 영화학교인 ENBU 세미나에서 영화 배우 워크샵 졸업 작품으로 만든 영화다.

## 출연

### 주연
- 히라노 레이 - 레이코 역
- 사토 료 - 료헤이 역